# Sânncraiu
Sâncraiu (Hongaars: Kalotaszentkirály) is een gemeente in Cluj. Sânncraiu ligt in de regio Transsylvanië, in het westen van Roemenië. De gemeente bestaat uit vijf dorpen: Sâncraiu, Alunișu, Domoșu, Brăișoru en Horlacea.
De gemeente maakt onderdeel uit van de etnisch-Hongaarse streek Kalotaszeg.

## Bevolking
- Bij de volkstelling van 1992 waren van de in totaal 2.053 inwoners 1.498 Hongaar (73%) en 555 Roemeen (27%).
- Tijdens de volkstelling in 2011 waren er 1.633 inwoners waarvan 1.281 Hongaren (78%) en 332 Roemenen (20%).

Steden met gemeentestatus: Cluj-Napoca · Turda · Câmpia Turzii · Dej · Gherla

Stad zonder gemeentestatus: Huedin

Gemeenten: Aghireșu · Aiton · Aluniș · Apahida · Așchileu Mare · Baciu · Băișoara · Beliș · Bobâlna · Bonțida · Borșa · Buza · Căianu · Călățele · Cămărașu · Căpușu Mare · Cășeiu · Cătina · Câțcău · Ceanu Mare · Chinteni · Chiuiești · Ciucea · Ciurila · Cojocna · Cornești · Cuzdrioara · Dăbâca · Feleacu · Fizeșu Gherlii · Florești · Frata · Gârbău · Geaca · Gilău · Iara · Iclod · Izvoru Crișului · Jichișu de Jos · Jucu · Luna · Măguri-Răcătău · Mănăstireni · Mărgău · Mărișel · Mica · Mihai Viteazu · Mintiu Gherlii · Mociu · Moldovenești · Negreni · Pălatca · Panticeu · Petreștii de Jos · Ploscoș · Poieni · Râșca · Recea-Cristur · Săcuieu · Săndulești · Săvădisla · Sânncraiu · Sânmartin · Sânpaul · Someșeni · Sic · Suatu · Tritenii de Jos · Tureni · Țaga · Unguraș · Vad · Valea Ierii · Viișoara · Vultureni